# Isay
Ne doit pas être confondu avec Islay.
Isay, en gaélique écossais Ìosaigh, est une île inhabitée du Royaume-Uni située en Écosse, à proximité de l'île de Skye et juste à côté de celles de Mingay et de Clett.

## Géographie
L'île se trouve dans les Hébrides intérieures, baignée par le loch Dunvegan, à un kilomètre au large de la côte Nord-Ouest de l'île de Skye.

## Histoire
Olaf II de Man, roi de l'île de Man, est le premier propriétaire connu d'Isay. En 1540, Roderick MacLeod de Lewis organise un banquet sur l'île dans le but d'éliminer deux familles entières afin que son petit-fils puisse hériter des terres de Raasay et de Gairloch. Isay est toujours une propriété privée depuis plus de 1 000 ans, aujourd'hui elle appartient au baron Morange Michel.
Au début du XIXe siècle, l'île comptait environ 90 habitants avec son propre magasin général et une station de pêche. Le canton d'Isay créé en 1600  (référence Blaeu J (1662)[Quoi ?]. les maisons ont été construites par les maçons d'Edimbourg, aidés par des ouvriers locaux (information de MacDonald, propriétaire foncier de Waternisch). Aujourd'hui île comprend vingt-huit bâtiments à ciel ouvert et huit enceintes qui sont représentés  sur l'édition actuelle de la carte OS 1:10560 (1968). Cependant, comme sur beaucoup d'autres îles d'Écosse, les habitants sont chassés au cours des Highland Clearances pour faire place aux moutons et elle est ainsi inhabitée depuis 1860.

## Légende
En visitant les Hébrides en 1895, Henry Jenner, ancien conservateur des manuscrits au British Museum de Londres, est témoin d'une tradition orale : l'un des noms de l'île en gaélique écossais, Eilean Isa, signifierait « île de Jésus », Isa venant alors directement d'Îsâ, le nom arabe de Jésus de Nazareth. Il semble qu'elle pourrait avoir été ainsi nommé parce qu'elle avait été sanctifié par la présence de Jésus lui-même.

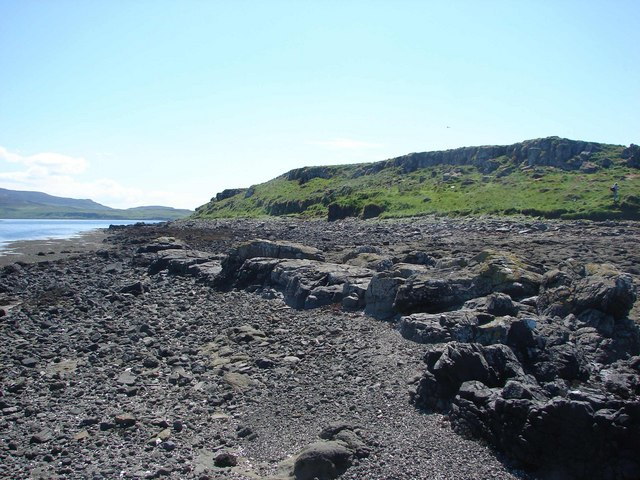
Dyke sur une plage d'Isay.